# Chiesa di San Salvatore (Monte Sant'Angelo)
La chiesa di San Salvatore è una chiesa cattolica, di età longobarda, situata a Monte Sant'Angelo, nel Gargano (provincia di Foggia).

## Storia
La chiesa è situata nel rione Junno, antico quartiere di Monte Sant'Angelo. Essa si pone nel quadro storico iconografico di una committenza longobarda che vede nel centro micaelico uno dei più importanti posti della Longobardia minor. La sua costruzione va collocata, secondo la storica Marina Falla Castelfranchi, verso la fine dell'VIII secolo ossia nel periodo della politica culturale di Arechi II. La chiesa sul pianno stilistico è stata messa in rapporto con la chiesa di S. Ilario a Port'Aurea di Benevento. Ciò ci evindenzia una commistione di culture, quella campana e quella pugliese, tutte e due però con un unico denominatore, il longobardi.

## Descrizione
La chiesa è caratterizzata da due cupole in asse, da una navata unica, divisa in due campate, in una sola abside, da due mensole decorate con un motivo a quadrifoglio con bottone al centro e da alcune iscrizioni in latinon, di difficile comprensione. La decorazione scultorea richiama le decorazioni presenti in un monastero regio longobardo di Milano, quello di Santa Maria di Aurona. Per ciò che concerne gli affreschi troviamo uno di questi è contenuto nell'abside ed è quello del Cristo Pantocratore.